# 切り裂きジャック
ジャック・ザ・リッパー（Jack the Ripper）または、その訳で切り裂きジャック（きりさきジャック）とは、1888年にイギリス・ロンドンのホワイトチャペルとその周辺で犯行を繰り返した正体不明の連続殺人犯。当時の捜査記録やメディアでは「ホワイトチャペルの殺人鬼（Whitechapel Murderer）」や「レザー・エプロン（Leather Apron、革のエプロン）」とも呼ばれていた。
切り裂きジャックの標的となったのは、ロンドンのイーストエンドのスラムに住み、客を取っていた娼婦たちであった。被害者たちは喉を切られた後に、腹部も切られていたことが特徴であった。少なくとも3人の犠牲者からは内臓が取り出されていたことから、犯人は解剖学や外科学の知識があったと考えられている。1888年9月から10月にかけて、これらの事件が同一犯によるものという噂が高まり、メディアやロンドン警視庁（スコットランドヤード）には、犯人を名乗る人物からの多数の手紙が届いた。「切り裂きジャック（Jack the Ripper）」という名称は、犯人を名乗る人物が書いた手紙（「親愛なるボスへ」）に載っていたものを、メディアが流布したことに端を発している。この手紙は、世間の注目を浴びて新聞の発行部数を増やすために記者が捏造したものではないかと疑われている。ホワイトチャペル自警団のジョージ・ラスクが受け取った「地獄より」の手紙には犠牲者の1人から採取したとされる保存された人間の腎臓の半分が添付されていた。このような一連の経緯によって世間は「切り裂きジャック」という一人の連続殺人鬼を信じるようになっていったが、その主因は、犯行が非常に残忍なものであったことと、それをメディアが大々的に報道したことによるものであった。
新聞で大々的に報道されたことにより、切り裂きジャックは世界的にほぼ永久的に有名となり、その伝説は確固たるものとなった。当時の警察は1888年から1891年にかけてホワイトチャペルとスピタルフィールズで発生した11件の残忍な連続殺人事件を「ホワイトチャペル殺人事件」として一括りにしていたが、そのすべてを切り裂きジャックによる同一犯の犯行と見なしていたわけではなかった。今日において確実にジャックの犯行とされるものは1888年8月31日から11月9日の間に起きた「カノニカル・ファイブ（canonical five）」と呼ばれる5件、すなわち、メアリー・アン・ニコルズ、アニー・チャップマン、エリザベス・ストライド、キャサリン・エドウッズ、メアリー・ジェーン・ケリーが被害者となったものである。これら殺人事件は未解決のままであり、現代におけるジャックの逸話は歴史研究、民間伝承、偽史が混ざりあったものとなっている。

## 背景

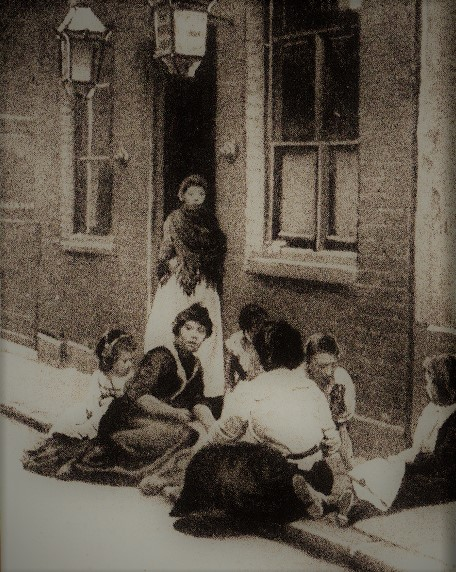
切り裂きジャックによる2名の犠牲者の殺害現場からほど近いホワイトチャペルの簡易宿泊所前にたむろする女性と子供たち。

19世紀半ば、イギリスではアイルランド系移民の流入によってロンドンのイーストエンドを始めとする主要都市の人口が増加した。1882年からはロシアなど東欧や他の地域での迫害（ポグロム）から逃れてきたユダヤ人難民が同じ地域に移民してきた。
イーストエンドにあるホワイトチャペル教区はますます過密状態になり、人口は1888年までに約80,000人に増加した。
これは労働条件や住宅事情の悪化をもたらし、極めて大きな経済的な下層階級が生まれた。
この場所で生まれた子供の55％が5歳を前に亡くなっていた。
強盗、暴力、アルコール依存症は日常茶飯事のことであり、貧困が風土病のように蔓延し、多くの女性たちは日々の生計を立てるために売春をしていた。
当時のロンドン警視庁（スコットランドヤード）の推計によれば、1888年10月のホワイトチャペルには62の売春宿と1,200人の売春婦が働いており、また233の簡易宿泊所には毎晩約8,500人が寝泊まりし、1泊あたりシングルベッドであれば4ペンス、寮に張られたロープ「リーン・トゥ」（Hang-over）の場合は1人2ペンスであった。
ホワイトチャペルの経済問題は、社会的緊張の着実な高まりを伴っていた。1886年から1889年にかけてはデモが頻発し、それに警察が介入して「血の日曜日」のような社会不安を市民にもたらした。
反ユダヤ主義、犯罪、移民排斥、人種差別、社会的混乱、深刻な貧困などが、世間にホワイトチャペル地区が悪名高い不道徳の巣窟とみなす影響を与えた。
こうした世相の中で、1888年の秋に「切り裂きジャック（ジャック・ザ・リッパー）」と呼ばれる連続殺人鬼と、彼が起こしたとされる凶悪でグロテスクな殺人事件がメディアを賑わし、上記のようなホワイトチャペルに対する世間の認識を強めた。

## 殺人事件
- オズボーン・ストリート（中央右）
- ジョージ・ヤード（中央左）
- ハンバリー・ストリート（上）
- バックズ・ロウ（右端）
- バーナー・ストリート（右下）
- マイター・スクエア（英語版）（左下）
- ドーセット・ストリート（左中）

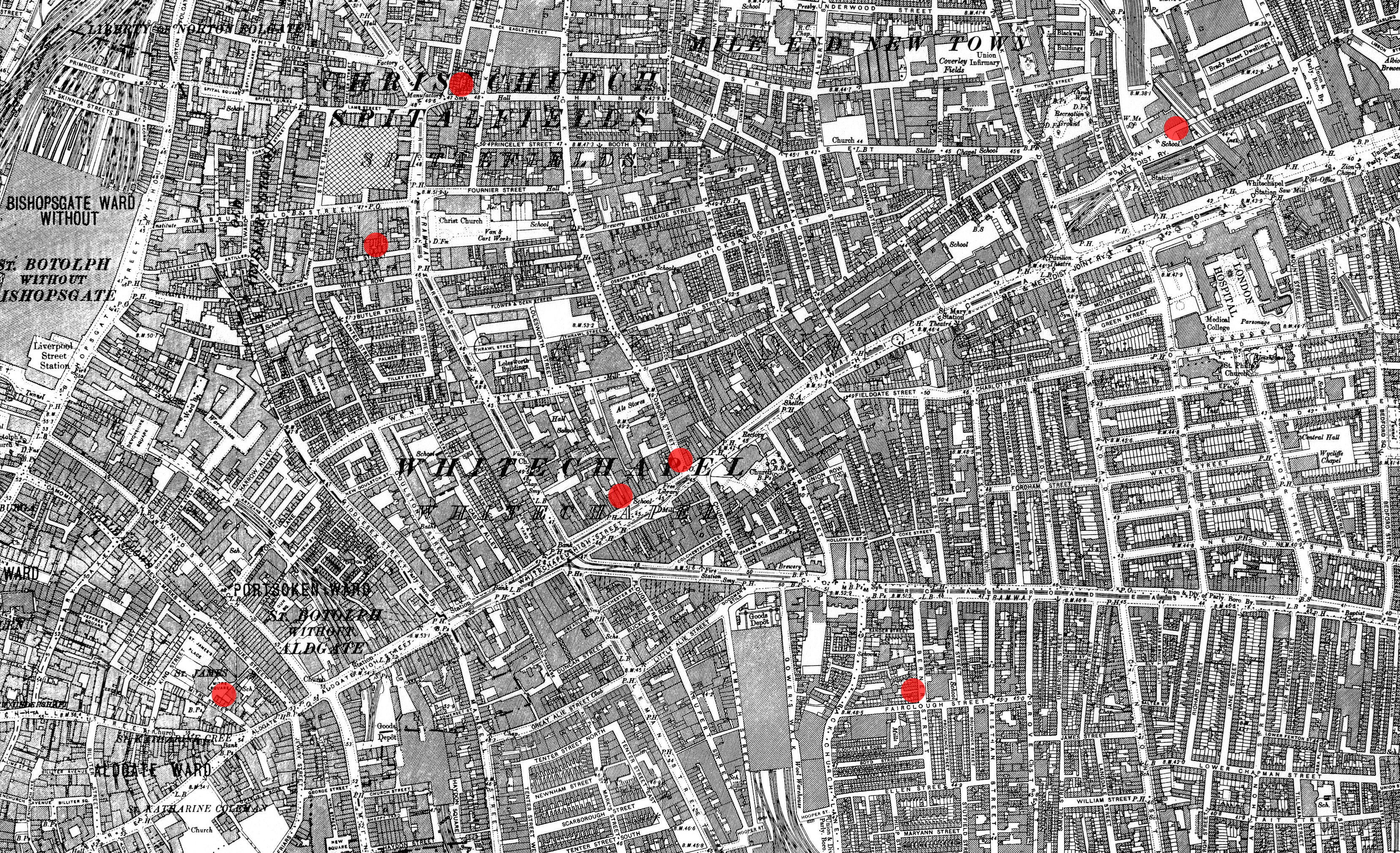
ホワイトチャペルで最初の7件の殺人事件が起きた場所
- オズボーン・ストリート（中央右）
- ジョージ・ヤード（中央左）
- ハンバリー・ストリート（上）
- バックズ・ロウ（右端）
- バーナー・ストリート（右下）
- マイター・スクエア（左下）
- ドーセット・ストリート（左中）

この時期、イーストエンドでは女性に対する襲撃事件が多発していたため、どこまでの殺人事件が同一人物による犯行かはわからない。
1888年4月3日から1891年2月13日までの間に起きた11件の殺人事件がロンドン警視庁の捜査対象となり、警察記録では「ホワイトチャペル殺人事件」と総称されていた。
これら殺人事件をどこまで同一犯によるものと見るべきかは様々な意見があるが、この11件の内5件を「カノニカル・ファイブ（canonical five）」と呼び、切り裂きジャックによる犯行と強く推測されている。
専門家の多くはジャックの手口の特徴として、喉へ深い切り傷を与えた後、腹部や性器周辺の肉を広範囲にわたって切除して内臓を取り出していたことや、顔面の肉を徐々に切除することを挙げている。

### ホワイトチャペル殺人事件の最初の2件
ホワイトチャペル殺人事件の11件の殺人の内、エマ・エリザベス・スミスとマーサ・タブラムが被害者となった最初の2件はカノニカル・ファイブには含まれていない。
スミスは1888年4月3日午前1時半頃、ホワイトチャペルのオズボーン・ストリートで強盗に遭い、性的暴行を受けた。彼女は顔を殴打され、耳に切り傷を負った。
また、膣に鈍器が挿入され腹膜が破裂していた。翌日、腹膜炎によりロンドンの病院で死亡した。
スミスは2、3人の男性に襲われたと証言し、そのうちの一人は10代だったと述べている。
マスメディアは、後に起こる殺人事件とこの事件を結び付けて報道したが、ほとんどのライターはスミスの事件は切り裂きジャック事件とは無関係であり、一般的なイーストエンドのギャングによるものだとみなしている。
タブラムのケースは、1888年8月7日、ホワイトチャペルのジョージ・ヤードの階段の踊り場で殺害されていた。
彼女は、喉、肺、心臓、肝臓、脾臓、胃、腹部に39もの刺し傷があり、さらに胸と膣もナイフによる刺し傷があった。これらの傷はすべてペンナイフとみられる刃物でつけられており、1つの例外を除いてすべて右利きの者による犯行であった。
また、性的暴行を受けた痕はなかった。
この殺人の残虐性と明白な動機の欠如、また場所と日時は、後の切り裂きジャックによる犯行に近く、警察はこの事件をジャックによる犯行と結び付けた。
しかし、タブラムは何度も刺されてはいたが、喉や腹部に対する切り傷は無かったという点で、後の事件とは異なっていた。多くの専門家はこの傷のパターンの違いから、この殺人を切り裂きジャックによる犯行とは見なしていない。

### カノニカル・ファイブ
切り裂きジャックの犠牲者として挙げられる5人（カノニカル・ファイブ）は、メアリー・アン・ニコルズ、アニー・チャップマン、エリザベス・ストライド、キャサリン・エドウッズ、メアリー・ジェーン・ケリーである。
1888年8月31日の金曜日の午前3時40分頃、ホワイトチャペルのバックズ・ロウ（現在のダーワード・ストリート）でメアリー・アン・ニコルズの遺体が発見された。
生きているニコルズが最後に目撃されたのは、遺体発見の約1時間前で、ホワイトチャペル・ロード方面に歩いている彼女を、スピタルフィールズのスロール・ストリートにある共同下宿で寝泊まりしていたエミリー・ホランド夫人が目撃したというものであった。
被害者の喉は2つの深い切り傷で切断されており、そのうちの1つは椎骨までの組織を完全に切断していた。
膣には2回の刺し傷が見られ、下腹部には深くザラザラした傷で一部が裂けており、腸がはみ出していた。
腹部の両側にも同じナイフによっていくつかの切り込みが入っていた。
これらの傷はいずれも下向きに突き刺すようにして負わされていた。

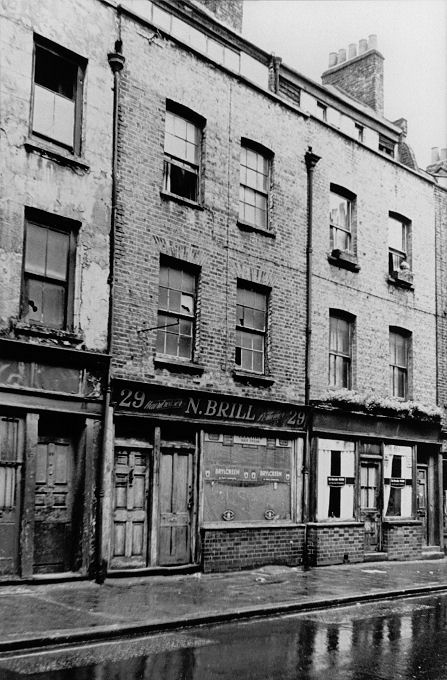
ハンバリー・ストリート29番地。アニー・チャップマンと彼女を殺した犯人が、彼女の遺体が発見された庭に向かって歩いていったドアは、物件標識の数字の下にある。

それから約1週間後の9月8日の土曜日の午前6時頃、スピタルフィールズのハンバリー・ストリート29番地の裏庭の出入り口の階段付近で、アニー・チャップマンの遺体が発見された。ニコルズの場合と同様に喉は2つの深い切創があった。
腹部は完全に切り開かれており、胃の一部が左肩の上に置かれ、また切除された皮膚と肉の一部と小腸は右肩の上に置かれていた。
チャップマンの検死では、子宮、膀胱、膣の一部が切除されていることがわかった。
チャップマンの死因審問では、エリザベス・ロングが、午前5時半頃にチャップマンが茶色の鹿撃ち帽と暗い色のオーバーコートを着た黒髪の男と一緒にハンバリー・ストリート29番地の外に立っているのを見たと証言した。エリザベスによれば、男はチャップマンに「どう？（Will you?）」と聞き、彼女が「いいわ（Yes）」と答えていたという。
エリザベス・ストライドとキャサリン・エドウッズは、9月29日の土曜から30日の日曜にかけて殺害された。ストライドの遺体は、30日の午前1時頃、ホワイトチャペルのバーナー・ストリート（現在のヘンリック・ストリート）の外れにあるダットフィールズ・ヤードで発見された。
首に6インチの切り傷があり、死因は左頸動脈と気管の切断で、そのまま切創は右顎の下で止まっていた。彼女の身体にはそれ以外の損傷がなかったため、これがジャックによるものなのか、または犯行途中で中断したのかは不明である。
後に29日の深夜にバーナー・ストリートの近くでストライドが男と一緒にいるのを見たという複数の目撃証言が警察に寄せられたが、それぞれの証言は異なっていた。ある者は連れの男は色白であったと言い、またある者は色黒だったと言い、別の者はみすぼらしい服を着ていたと言い、しかし、身なりが良かったという証言もあった。

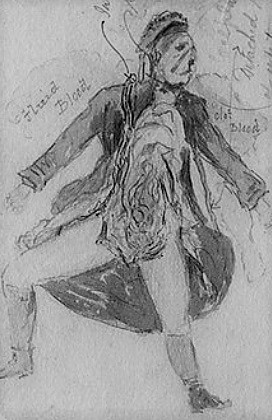
マイター・スクエアで発見されたキャサリン・エドウッズの当時の警察による遺体図。

エドウッズの遺体は、ストライドの遺体発見の45分後にシティのマイター・スクエアで発見された。彼女の喉は切り裂かれ、腹部には深く長いギザギザの裂傷が見られ、腸は彼女の右肩にかけられていた。左の腎臓と子宮の大部分が取り除かれていた上、彼女の顔は鼻の切除、頬の切創、さらにそれぞれのまぶたが4分の1インチと5分の1インチにそれぞれ切り裂かれ、醜い相貌となっていた 。頬には三角形の切り込みがあり、その頂点はエドウッズの目を指していた。また、その後の調査の中で、彼女の衣服の中から右耳の耳介と耳たぶの一部が発見された。
検死した検死医は、これらの切断について「少なくとも5分はかかったとみられる」と見解を述べた。
ジョセフ・ラウェンデという地元のタバコのセールスマンは、殺人事件があったとみられる直前に2人の友人と共に広場を通りかかった際、みすぼらしい外見の白髪の男と一緒にいる、エドウッズと思われる女性を目撃したと証言している。
しかし、ラウェンデの仲間からは同じ目撃情報を得られなかった。
この同夜に起こった2件の殺人は「ダブル・イベント」と呼ばれ、知られるようになった。
ホワイトチャペルのゴールストン・ストリートにある長屋の入り口にて、午前2時55分にエドウッズの血まみれのエプロンの一部が発見された。このエプロンの真上にあたる壁にはチョークで「The Juwes are The men That Will Not Blamed for nothing.」と書かれていた。
この落書きは後に「ゴールストン・ストリートの落書き」と名付けられ、知られているものである。このメッセージは一連の殺人事件の犯人が特定のユダヤ人もしくはユダヤ人全般であるように読めた。しかし、これは犯人がわざとエプロンを残して書いたものなのか、それとも事件とはまったく関係がないもの（あるいは便乗した愉快犯的なもの）なのかは不明である。
このような落書きはホワイトチャペルではありふれたものであった。ただ、警視総監のチャールズ・ウォーレンは、これが反ユダヤ主義者たちの暴動を引き起こすことを懸念し、夜明け前に落書きを消すように命じた。
11月9日金曜日の午前10時45分、スピタルフィールズのドーセット・ストリートの外れにあるミラーズ・コート13番地の一室で、この部屋の住人であるメアリー・ジェーン・ケリーの遺体が発見された。彼女の身体は広範囲に渡って損壊され、内臓が取り除かれた状態でベッドの上に横たわっていた。その顔は「見分けがつかないほど切り刻まれて」おり、喉の切創は背骨にまで至り、腹部にはほとんど内臓が残っていなかった。子宮、腎臓、片方の乳房は頭の下に置かれ、その他の臓器はベッドの足元に、腹部と大腿部はベッドサイドテーブルに置かれていた。心臓だけが犯行現場から消えていた。

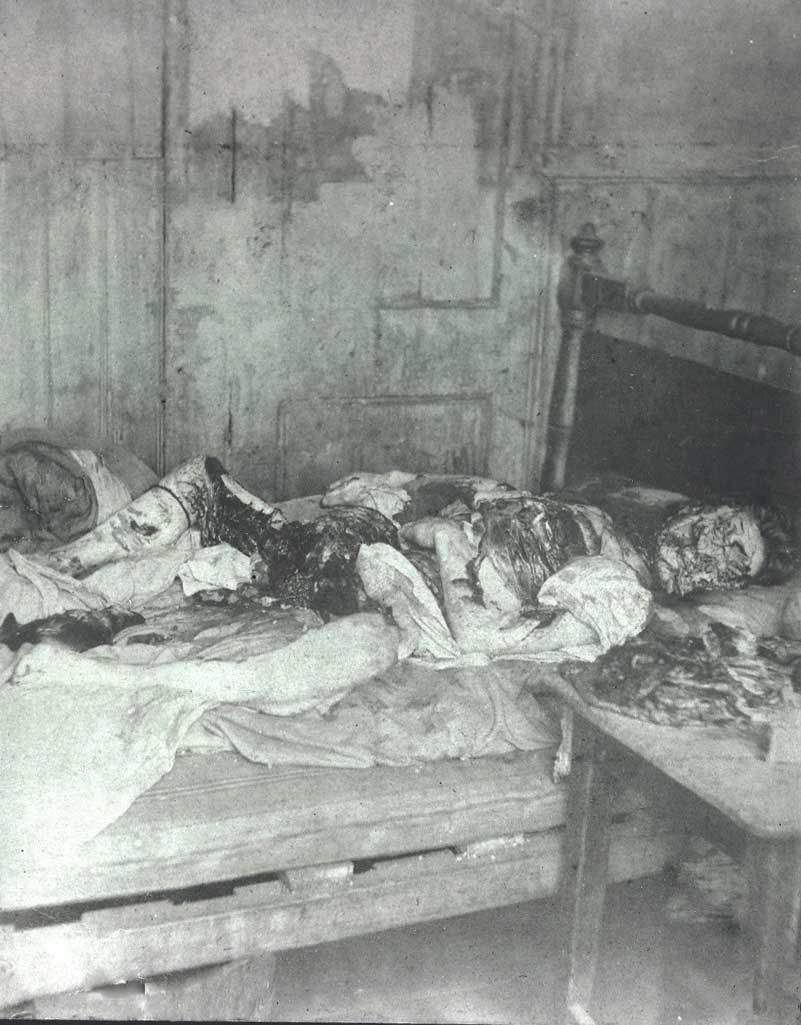
1888年11月9日、スピタルフィールズのミラーズコート13番地で発見されたメリー・ジェーン・ケリーの遺体の警察公式写真

カノニカル・ファイブと呼ばれる5つのケースは、いずれも月末から1週間後の週末あるいはそれに近い日の夜に犯行が行われている。
一連の殺人事件における遺体の損壊はだんだんと酷くなっていった（ストライドの件のみ犯行を中断した可能性がある）。
最初のニコルズはどの臓器も欠損していなかった。
次のチャップマンは子宮と膀胱、膣の一部が摘出されていた。
4番目のエドウッズは子宮と左の腎臓が切除され、顔が切り取られていた。
最後のケリーの遺体は、顔は「四方八方から切り刻まれ」、首元の傷は骨にまで達し、心臓だけがこの犯行現場から持ち去られていた。
歴史的に見て、この5つの殺人事件を同一犯による犯行とみて、また他の事件を排除する考えは、当時の記録に由来する。
1894年、ロンドン警視庁の警部補で犯罪捜査局（CID）の捜査主任であったメルヴィル・マクノートン卿は「ホワイトチャペルの殺人鬼の犠牲者は5人だった。そう、5人だけであった（the Whitechapel murderer had 5 victims?& 5 victims only）」という報告書を書いた。
同様に、1888年11月10日に監察医のトマス・ボンドがCIDの捜査主任であるロバート・アンダーソンに宛てた手紙の中でも、カノニカル・ファイブの件は共通的なものと言及されていた。
研究者の中には、これら事件の何件かは間違いなく同一犯だが、一部はこの犯人とは無関係の別の殺人犯によるものと主張する者もいる。
スチュワート・エヴァンス（Stewart P. Evans）とドナルド・ランベローは、カノニカル・ファイブは「切り裂きジャック神話（俗説）」であり、3つの事件（ニコルズ、チャップマン、エドウッズ）は同一犯と断定できるが、ストライドとケリーは同じ犯人によるものか確証がないと指摘している。
逆にカノニカル・ファイブにタブラムの件を加えた6件を同一犯とみなしている者もいる。
病理医ジョージ・バグスター・フィリップスの助手であるパーシー・クラーク医師は、殺人事件のうち同一犯は3件だけであり、それ以外は「心神耗弱者による模倣犯罪」だと指摘している。
マクノートン卿が捜査に加わったのは事件の翌年であり、彼の記録には容疑者についての重大な事実誤認が含まれている。

### ホワイトチャペル殺人事件の最後の4件
一般的にはケリーの事件が切り裂きジャックの最後の犯行と考えられており、犯人の死亡や投獄、収容、あるいは移住などによって一連の犯行が終結したと見なされている。
しかし、ホワイトチャペル殺人事件としては、カノニカル・ファイブ以降に起こった4件の殺人事件もまた詳細に記録に残されている。これはローズ・マイレット、アリス・マッケンジー、ピンチン・ストリートの胴体（トルソー）、フランシス・コールズの4件である。
1888年12月20日、ポプラのハイ・ストリートにあるクラークズ・ヤードで、26歳のローズ・マイレット（Rose Mylett）の絞殺死体が発見された。争った形跡はなく、警察は彼女が酔った勢いで誤って首輪で首を吊ってしまった事故か、自殺のどちらかと推定した。
しかし、首の側面に紐で絞められた痕がかすかに残っていたことから、彼女は何者かに首を絞められた可能性が浮上した。
死因審問において陪審員は殺人の評決を下した。
アリス・マッケンジー（Alice McKenzie）は1889年7月17日の真夜中過ぎにホワイトチャペルのキャッスル・アリーで殺害された。彼女の首には2つの刺し傷があり、左頸動脈が切られていた。また、その体にはいくつかの軽い打撲傷や切り傷もあり、左胸からへそにかけて7インチの長く浅い傷があった。
検死を担当した病理学者のトマス・ボンドはこれを切り裂きジャックの犯行と推定したが、過去3件の検死を担当していた同僚のジョージ・バグスター・フィリップスは、この見解を否定した。
著述家の間でもマッケンジーの殺害犯が捜査の目から自分を逸らすために切り裂きジャックの仕業に見せかけたという意見と、これも切り裂きジャックの犯行だとする意見に分かれている。
「ピンチン・ストリートの胴体（トルソー）」（The Pinchin Street torso）と呼ばれる身元不明の女性遺体がピンチン・ストリートの鉄道橋の下で発見されたのは1889年9月10日のことであった。これは頭と脚がない腐乱死体で年齢は30歳から40歳と推定された。
被害者の背中、腰、腕といった広範囲に死の直前に激しい殴打を受けたことを示す痣が見られた。腹部も大きく切り刻まれていたが、性器には損傷が見られなかった。
被害者は死体発見の約1日前に殺害されたとみられ、バラバラにされた遺体は、古いシュミーズの下に隠して鉄道橋に運ばれたと推測されている。

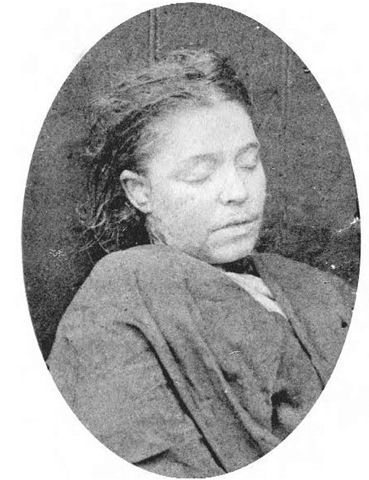
フランシス・コールズは1891年2月13日、ホワイトチャペルの鉄道橋の下で喉を切られた状態で発見された。

1891年2月13日午前2時15分、アーネスト・トンプソン刑事は、ホワイトチャペルのスワロー・ガーデンズの鉄道橋の下でフランシス・コールズ（Frances Coles）という25歳の売春婦が倒れているのを発見した。
彼女の喉は深く切られていたが、身体には傷がなく、これは犯人がトンプソンに気づいて犯行途中で逃げたという意見もある。発見時、彼女はまだ息があったが、治療を受ける前に亡くなった。
53歳の機関車の機関員ジェームス・トマス・サドラーが、コールズと一緒に飲んでいるところを目撃されており、彼女の死の約3時間前に二人が口論していたことが判明していた。このため、サドラーは逮捕され、コールズ殺害の容疑で起訴された。一時は彼が切り裂きジャックだと思われたが、結局は、証拠不十分で1891年3月3日に釈放された。

### その他の被害者とみなされているケース
ホワイトチャペルで起こった11件の殺人事件に加えて、論評家によって切り裂きジャックに関連付けられた他の襲撃事件もある。「フェアリー・フェイ（Fairy Fay）」のケースの場合、この事件が実際にあったものなのか、ジャックの伝説として創作されたものなのか不明である 
この事件は1887年12月26日にコマーシャル・ロード近くの戸口で「腹部に杭が突き刺さった」女性の死体が見つかったとされるもので、被害者は身元不明のため、フェアリー・フェイと名付けられた。ところが、1887年のクリスマス前後にホワイトチャペルで記録された殺人事件はなかった。この事件は、鈍器が膣に突き刺されていたエマ・エリザベス・スミスの一件の報道と混同されて生まれたものと推測されており、今日においてはフェアリー・フェイは実在しないという識者たちの見解で一致している。
アニー・ミルウッド（Annie Millwood）という名の38歳の未亡人は、1888年2月25日に脚と下腹部に多数の刺し傷を負ってホワイトチャペルのワークハウス診療所に運び込まれ、見知らぬ男に留め金式ナイフで襲われたと職員に告げた。その後、彼女は退院したが3月31日に自然死している。
ミルウッドの事件は、後に最初の切り裂き魔の犯行と仮定されたが、実際のところ明確な関連性を示すものはない。
また、カノニカル・ファイブ以前のもので他にも切り裂きジャックの犯行として疑われているものとして1888年3月28日にボウの自宅の玄関先で、留め金式ナイフで首を2回刺されるも一命を取り留めた若い女性服飾家のエイダ・ウィルソン（Ada Wilson）の一件がある。
さらに他の例として1888年11月21日に、マーサ・タブラムと同じ下宿に住んでいたアニー・ファーマー（Annie Farmer）が襲われた一件があり、これも切り裂きジャックの犯行と疑われているものである。彼女は喉を切られており、2人の目撃者によればファーマーの悲鳴の直前に口と手に血が付いた見知らぬ男が下宿から飛び出し、「彼女のやったことを見ろ！」と叫んでいたという。ただ、この彼女の一件は、おそらく彼女自身の自傷行為と疑われている。

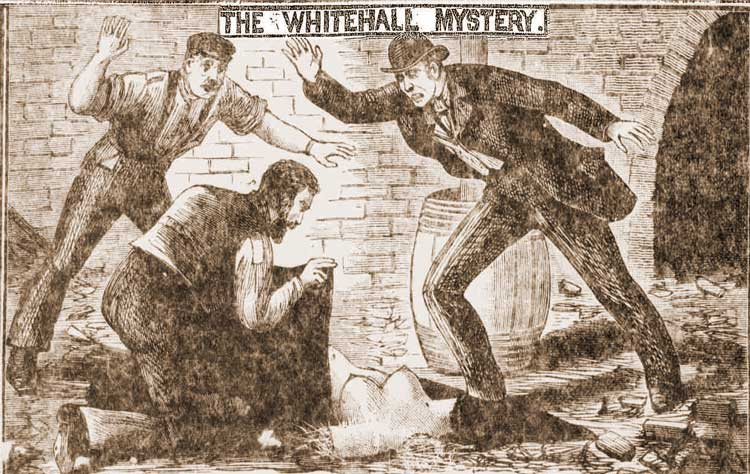
1888年10月の「ホワイトホール・ミステリー」

1888年10月2日、ホワイトホールに建設中のスコットランドヤードの新庁舎の土地から頭のない女性の胴体が発見され、「ホワイトホール・ミステリー」と呼ばれる事件があった。遺体の腕と肩は9月11日にピムリコ近くのテムズ川に浮かんでいるのが発見されていたが、その後、10月17日には胴体の発見場所近くで左足が埋められているのも発見された。
頭部や他の手足は見つからず、遺体の身元も不明のままに終わった。これは脚と頭部が切断され、腕はそのままであった「ピンチン・ストリートの胴体」事件と類似していた（ただし、ピンチン・ストリートの場合は腕は切断されていなかった）。
「ホワイトホール・ミステリー」は「ピンチン・ストリートの胴体（トルソー）」と共に「トルソー・キラー」と呼ばれる単独の連続殺人鬼によって行われた「テムズ・ミステリー」と呼ばれる一連の殺人事件の一部であった可能性がある。切り裂きジャックとトルソー・キラーが同一人物なのか、たまたま同じ地域で活動していただけの別人物なのかは議論の余地がある。
トルソー・キラーの「手口」は切り裂きジャックとは明らかに異なり、当時の警察は両者の関係性を否定していた。
この連続殺人事件は4件が同一犯と推定されているが、被害者の身元が判明したのはエリザベス・ジャクソン1人だけである。彼女はチェルシー出身の24歳の売春婦で、1889年5月31日から6月25日までの3週間の間にテムズ川で、様々な身体の部位が発見された。
1888年12月29日、ブラッドフォード州マニンガムの馬小屋で、ジョン・ギル（John Gill）という7歳の少年の遺体が発見された。
少年は12月27日から行方不明になっており、遺体は足が切断され、開腹及び腸の一部と心臓が抜き取られ、片耳も切除されていた。その犯行の類似性から、メディアでは切り裂きジャックによる犯行ではないかと憶測に基づく報道がなされた。
少年の雇い主であった23歳の牛乳配達人ウィリアム・バレット（William Barrett）は、殺人容疑で2度逮捕されたものの、証拠不十分で釈放された。この事件では誰も起訴はされなかった。
1891年4月24日にニューヨークにおいて、キャリー・ブラウンという女性が衣服で首を絞められた後、ナイフで切り刻まれ殺された。彼女の遺体は鼠径部を通して大きな裂傷と足や背中の表面に切り傷がある状態で発見された。
現場から臓器は持ち去られてはいなかったが、ベッドの上に卵巣があり、これは意図的に摘出されたのか、意図せず傷口より出てきてしまったのか不明である。
当時、この事件はホワイトチャペルで起きた事件と比較されたが、警視庁は最終的にいかなる関係も無いと否定した。

## 捜査

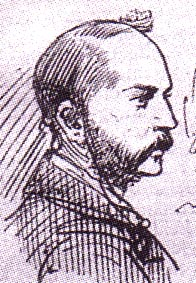
フレデリック・アバーライン捜査官

ホワイトチャペル殺人事件に関するロンドン警視庁の捜査記録の大半は、第二次世界大戦のロンドン大空襲によって失われた。現存する記録ではヴィクトリア朝時代に行われた捜査方法を詳細に知ることができる。
大規模な捜査チームが組織されてホワイトチャペル中の家々への聞き取り調査が行われ、また、法医学的証拠の採取や調査も行われた。容疑者の特定や追跡の上、さらに詳しく調べられたり、あるいは捜査対象から外されたりした。これは現代の警察の捜査でも同じである。
2000人以上が事情聴取され、「300人以上」が捜査線上に上がり、80人が拘束された。
ストライドとエドウッズの事件後には、市警本部長のジェームズ・フレイザー卿が、切り裂きジャックを逮捕した場合、賞金500ポンドを出すことを公示した。
捜査は当初、エドモンド・リード警部が率いる警視庁ホワイトチャペル支部の犯罪捜査局（Criminal Investigation Department、CID）が担当した。ニコルズ殺しの後にはスコットランドヤード中央局から、フレデリック・アバーライン、ヘンリー・ムーア、ウォルター・アンドリューズの各警部が派遣された。シティで起こったエドウッズ殺しの後は、ジェームズ・マクウィリアム（James McWilliam）警部の指揮下で、ロンドン市警も捜査にあたった。
捜査全体の方針は、チャップマン、ストライド、エドウッズ殺しがあった9月7日から10月6日の間に、CIDの捜査主任ロバート・アンダーソンが、スイスで休暇中であったために、決められなかった。
このため、警視総監チャールズ・ウォーレン卿は、ロンドン警視庁からの捜査の調整役として、ドナルド・スワンソン主任警部を任命した。

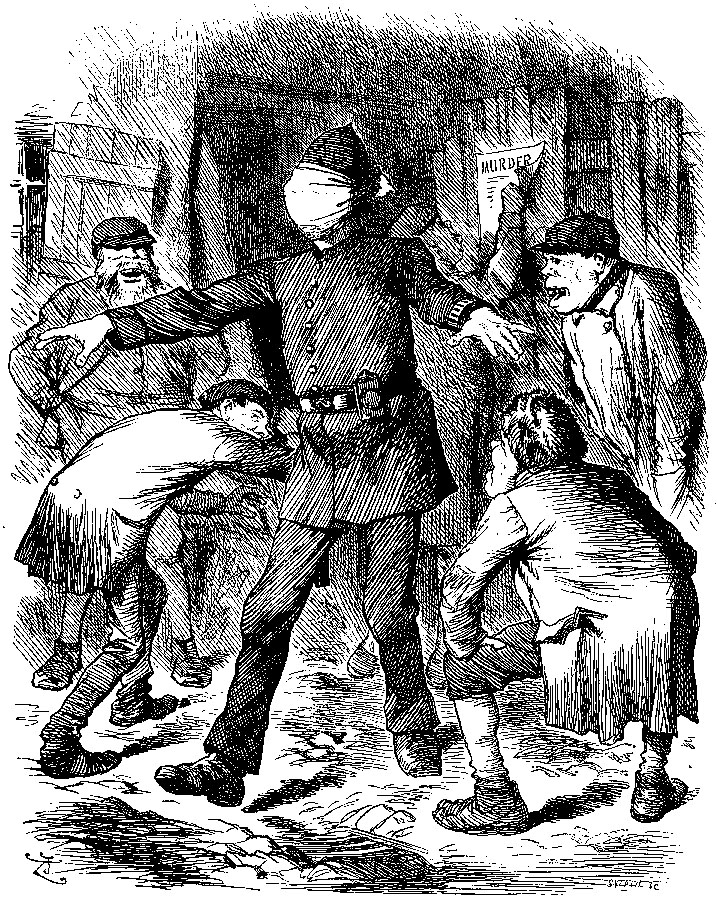
「Blind man's buff（目隠し鬼）」『パンチ』に掲載されたジョン・テニエルによる無能な警察に対する風刺画（1888年9月22日）。犯人を逮捕できなかったことは急進派が抱いていた警察が無能で管理不足という認識を強めた。

肉屋や屠殺業者、あるいは外科医や内科医が疑われたのは、遺体の切断方法からであった。市警本部長代理のヘンリー・スミス少佐が残した記録によれば、地元の肉屋と屠殺業者のアリバイを調べたが、結果として彼らは捜査対象から外されることになったという。
スワンソン警部が内務省に提出した報告書によれば、76軒の肉屋と屠殺業者を訪問し、過去6ヵ月間の全従業員を調査したことが確認されている。
ヴィクトリア女王をはじめとする当時の著名人の中には、事件のパターンから、犯人は肉屋もしくはロンドンとヨーロッパ大陸を往来する家畜運搬船の仲買人ではないかと推測する者もいた。ホワイトチャペルはロンドンドックに近く、そうした船は木曜か金曜に停泊し、土日に出航するのが一般的であった。
船の運航記録が調査されたが、殺人事件の日付と一致するものは一隻もなく、また、乗員が船を乗り換えている可能性も否定された。
当時の矛盾や信頼性の低い証言に加えて、例えば現存する手紙のDNA鑑定から結論が出ていないように、犯人を特定する試みは、法医学的な証拠の欠如によってできていない。入手可能な証拠物は何度も調査がなされたがゆえに汚染されており、意味のある結果が得られる状態にない。DNA鑑定の結果が2人の異なる容疑者を決定的に示しているという矛盾した結論もあり、両者の調査方法も批判されている。

### ホワイトチャペル自警団
1888年9月、ロンドンのイーストエンドの市民有志のグループが「ホワイトチャペル自警団」を結成した。彼らは不審な人物を探して通りのパトロールを行ったが、これは警察が犯人を逮捕できなかったことへの不満や、殺人事件が地域のビジネスに影響を与えていることを懸念したことも理由の一つであった。自警団は犯人逮捕につながる情報に対して50ポンドの報奨金を出すよう政府に請願し、また私立探偵を雇って独自に目撃者への質問も行っていた。

### プロファイリング
10月末、ロバート・アンダーソンは監察医のトマス・ボンドに、犯人の外科技術や知識の程度について意見を求めた。ここでボンドが報告したホワイトチャペルの殺人者に関する私見は、現存する最古のプロファイリングである。ボンドの推測はカノニカル・ファイブの内、彼自身が行なった最も広範囲に切創が見られた5件目の被害者の検死記録と、それ以前に起こった4件の検死記録に基づく。
ボンドは、殺人者が様々科学に基づく解剖知識を持つ者、あるいは「肉屋ないし馬の屠殺技術」を持つ者という可能性すらも強く反対を示した。彼は殺人者は「殺人的で性的な躁病の周期的な発作」に見舞われており、身体を切除する特徴は「サティリアジス」を示している可能性があると意見を述べた。ボンドはまた「殺人衝動は復讐心や陰鬱な精神状態から発展したものかもしれないし、宗教的な躁病が元々の病気だった可能性もあるが、私はどちらの仮説もありえないと思う」と述べている。
犯人が被害者と性行為に及んだという証拠はいずれの場合もないが、心理学者の推測ではナイフで被害者を傷つけ「傷口が露出した性的貶めるような体位で放置した」ことは、攻撃に性的興奮を感じていたのではないかとしている。しかし、このような仮説を否定する見解もある。

## 容疑者たち

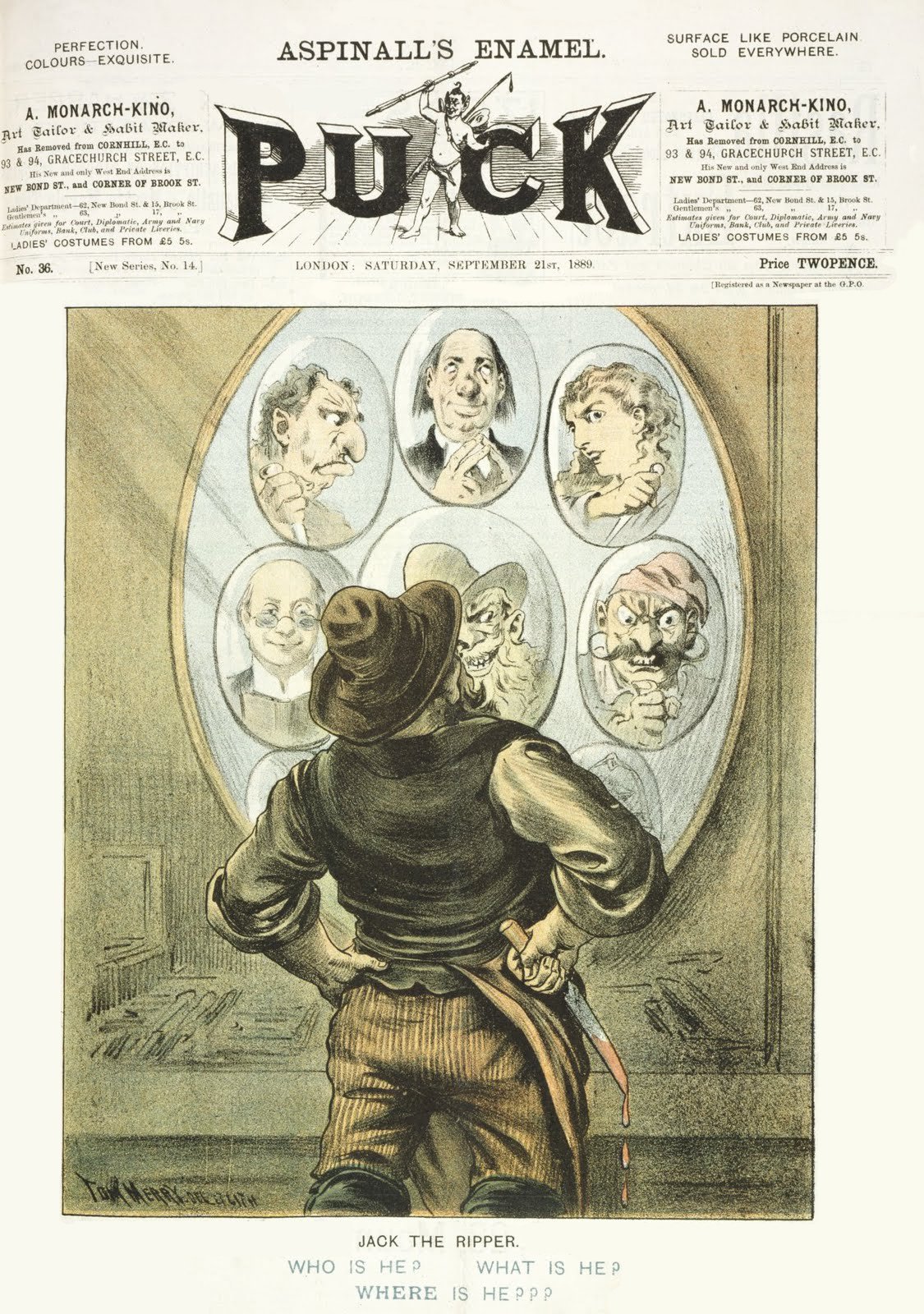
切り裂きジャックの正体に関する憶測。1889年9月21日発行の『パック』誌の表紙。トム・メリー作。

犯行は週末または祝日に集中し、また狭い範囲で行われていることから、切り裂きジャックは定職についていた地元の人間ではないかと一般に推測されている。その一方で、教育を受けた上流階級の男、おそらく医者か貴族で、より裕福な地域からホワイトチャペルにやってきて、犯行に及んでいたのではないかとする説もある。
後者の説の背景には、医療従事者への恐怖心、近代科学への不信感、富裕層による貧困層の搾取といった文化的な認識があった。事件から数年後に提起された容疑者の中には、当時の資料から事件に関与していると思われる人物や、イギリス王室関係者、芸術家、医者など、警察の捜査では対象外であった多くの著名人が含まれていた。当時の人々は既に亡くなっているため、現代の著述家は犯人が誰であっても「歴史的な裏付けを必要とせず」犯人候補として挙げることができる。当時の警察の捜査記録において名指しされている容疑者の中には、1894年のメルヴィル・マクノートン卿のメモにある3人（ドルイット、コスミンスキー、オスログ）も含まれているが、これらの人物を犯人とする根拠は、せいぜい状況証拠でしかない。
切り裂きジャックの正体や職業については様々な説があるが、当局が認めたものは何もなく、名前が挙がった容疑者の数は100人以上に達する。この事件に対する興味は現代にもなお続いているにも拘わらず、ジャックの正体は不明のままである。切り裂きジャックの事件を研究・分析する「リッパー学（ripperology）」という言葉すら生まれ、この殺人事件は数多くの創作物にも影響を与えている。

## 犯人を名乗る者からの手紙
ホワイトチャペル殺人事件が起こっている間、警察や新聞社、その他の個人宛てなどで、何百通もの手紙が送られてきた。犯人を名乗る者以外にも、犯人を捕まえるためのアドバイスなど善意からのものもあったが、大半はいたずらであったり、役に立たないものばかりであった。

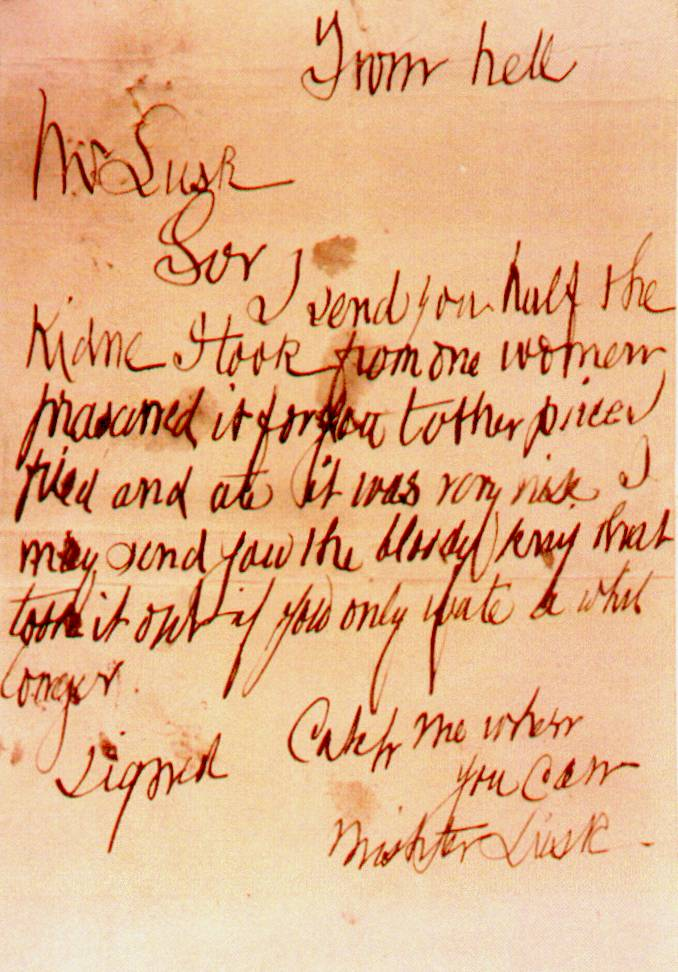
「地獄より」の手紙

犯人自身が書いたと主張する数百通の手紙の中で、特に注目されるのが「親愛なるボスへ（Dear Boss）」の手紙、「生意気なジャッキー（Saucy Jacky）」のはがき、「地獄より（From Hell）」の手紙の3つである。
今日に「親愛なるボスへ（Dear Boss）」と知られる手紙は、1888年9月25日付でセントラル・ニュース・エージェンシー宛に書かれ、9月27日に消印が押されセントラル・ニュース・エージェンシーに届き、9月29日にスコットランドヤードに転送された。当初はいたずらと考えられていたが、手紙の消印の3日後にエドウッズが片方の耳の一部を斜めに切り取られた状態で発見されたことから、手紙にあった「女性の耳を切り取る」という予告が注目されるようになった。ただ、彼女の耳の傷は犯行中に偶発的につけられたものと推測され、耳を警察に送るという手紙の予告は実行されなかった。「切り裂きジャック（ジャック・ザ・リッパー）」という名前は、この手紙の主が始めて使ったものであり、以降、この名が世界的に知られるようになった。その後の当局やメディアに対して送られた手紙の多くは、この文体を真似たものであった。なお、1888年9月17日付の別の手紙が「切り裂きジャック」という名前を初めて使ったとする資料もあるが、専門家の間では、これは20世紀になって警察の記録に挿入された偽物であるとの見方が強い。
「生意気なジャッキー（Saucy Jacky）」のはがきは、1888年10月1日の消印で、同日にセントラル・ニュース・エージェンシーに届いたという。筆跡は「親愛なるボスへ」の手紙と似ており、「今回はダブルイベント」として、9月30日の事件（ストライドとエドウッズ殺し）に言及していた。このはがきは、事件が公的に発表される前に投函されたものであったため、ただの愉快犯では知りえない情報があったと指摘されている。しかし、実際には、このはがきの消印は事件の発生から24時間以上経過した後のものであり、殺人事件の詳細はメディアに報道されており、地元ホワイトチャペルの住民たちも、この事件について話し合っていた後のものであった。
「地獄より（From Hell）」の手紙は、1888年10月16日にホワイトチャペル自警団のリーダーであるジョージ・ラスクが受け取ったものであった。この手紙は「親愛なるボスへ」や「生意気なジャッキー」とは筆跡や文体が異なる。この手紙には小さな箱が伴われており、中を確認したラスクは、「ワインの蒸留酒」（エタノール）で保存された人間の腎臓の半分を発見した。
被害者たちの中でエドウッズは左の腎臓が犯人によって持ち去られていた。手紙の主は、持ち去った腎臓の半分は「揚げて食べた」と述べていた。この腎臓をめぐっては意見が分かれている。これが実際にエドウッズのものと主張する者もいれば、不気味な悪ふざけだと見なす者もいる。腎臓はロンドン病院のトーマス・オープンショー医師によって検査され、人間のものであり、左の腎臓だと判断されたが、（新聞の誤った報道に反して）他の生物学的特徴は特定できなかった。その後、オープンショー医師は切り裂きジャックを名乗る者からの手紙を受け取っている。
ロンドン警視庁は10月3日に「親愛なるボスへ」の手紙を複製したものを公開し、その筆跡から有力情報の提供が得られることを期待した。チャールズ・ウォーレンは、内務省の常任次官であるゴッドフリー・ルシントンへの手紙の中で「私はすべていたずらだと思っているが、当然のことだが、いずれにしても作者を見つけだす必要がある」と説明していた。1888年10月7日、日曜紙「レフェリー」のジョージ・R・シムズは、この手紙は「新聞の発行部数を大きく増やすために」記者が捏造したものだと痛烈に批判した。後に警察当局は、「親愛なるボスへ」と「生意気なジャッキー」の作成者は、特定の記者だと発表した。1913年9月23日、ジョン・リトルチャイルド主任警部がジョージ・R・シムズに宛てた手紙の中で捏造を行った記者はトム・ブーリンと特定されていた。また、1931年にフレッド・ベストという記者がスター紙の同僚と共に、事件への関心を高め、「ビジネスを継続するため」に切り裂きジャックと署名した手紙を書いたと告白している。

## メディア

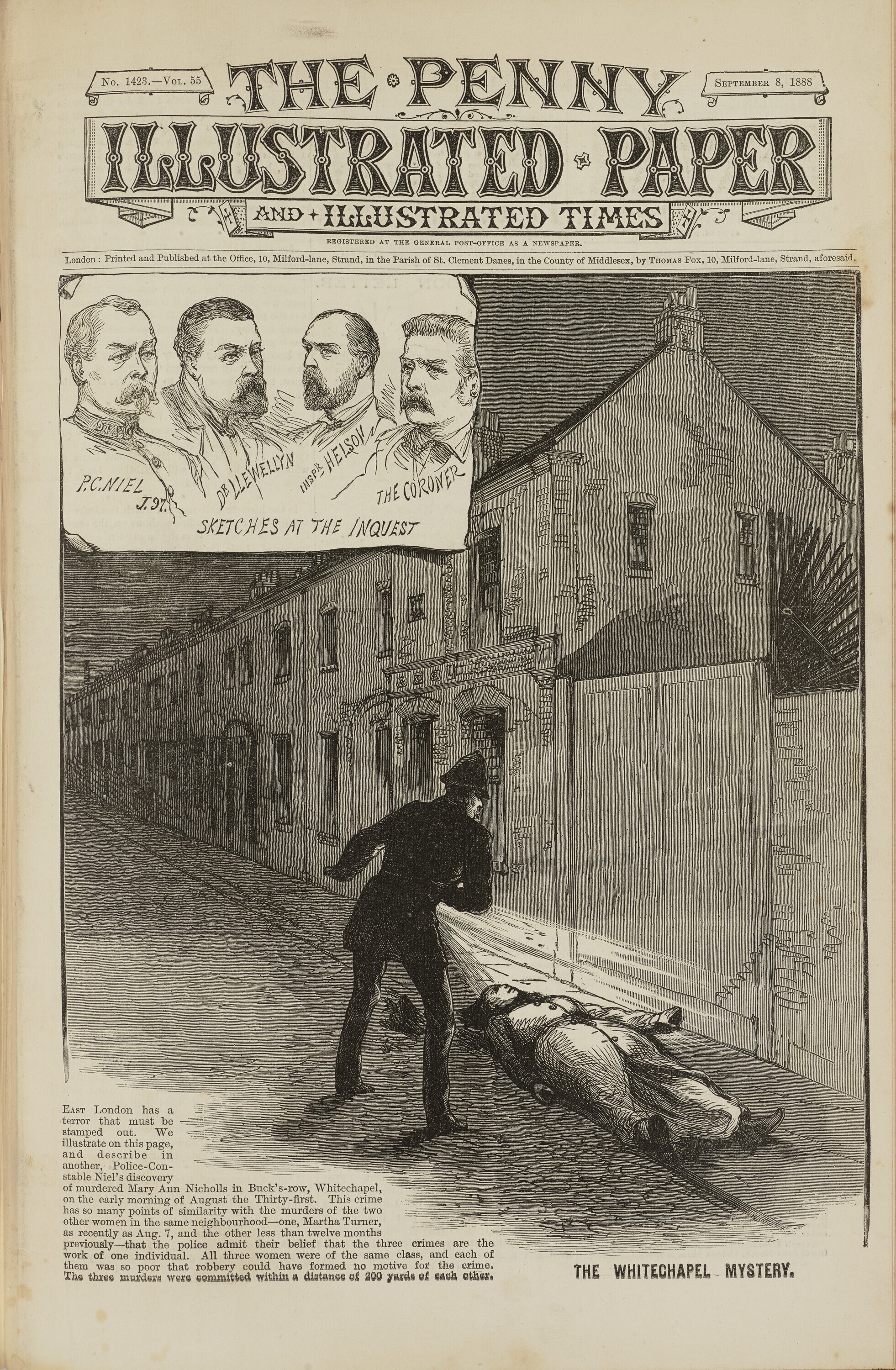
1888年9月8日付のペニー・イラストレイテッド・ペーパーの挿絵。メアリー・アン・ニコルズの遺体が発見されたことが描かれている。

切り裂きジャック事件は、ジャーナリストが犯罪を扱うことに対する重要な分岐点となった。
この事件が最初の連続殺人事件というわけではなかったが、最初に世界規模でメディアの熱狂を引き起こしたものであった。
1880年の初等教育法によって、社会的階級に関係なく学校に通うことが義務付けられた。これにより、1888年にはイングランドとウェールズの労働者階級の多くの識字率が高まった。
1850年代の税制改革によって安価で発行部数の多い新聞が社会に登場するようになった。ヴィクトリア朝後期には、半ペニー程度の大量発行の新聞や、『イラストレイテッド・ポリス・ニュース』などの人気雑誌が登場し、切り裂きジャック事件を取り上げた記事はかつてないほどの宣伝効果を生み出した。
この結果、事件捜査の最盛期には、ホワイトチャペル殺人事件を大きく取り上げた新聞が1日で100万部以上売れたというが、その多くはセンセーショナルで憶測に満ちたものであり、時には虚偽の情報が事実として掲載されているのも少なくなかった。さらにジャックの正体を推測する記事の中には、地元の外国人差別の噂を仄めかすという形で、ユダヤ人や外国人としているものもあった。
ニコルズ殺しの6日後の9月下旬、マンチェスター・ガーディアン紙はこう報じた。「警察はどんなに情報を持っていようとも秘密にする必要があると考えている（中略）特に彼らの注目が向けられているのが（中略）「レザー・エプロン」と知られている悪名高き人物である」。
記者たちは詳細な捜査状況を公開しようとしないCIDに不満を持ち、信憑性が疑わしい記事を書くことにした。
「レザー・エプロン」に関しては想像力に富んだものが報道されることとなったが、ライバル紙の記者たちからは「記者の空想の産物」と一蹴された。
地元の革靴職人のユダヤ人であったジョン・パイザーは「レザー・エプロン」の名で知られており、捜査官が「今のところ証拠は何もない」と報告したにもかかわらず、彼は逮捕された。
パイザーのアリバイは確認され、すぐに釈放された。
「親愛なるボスへ」の手紙が公開された後、「レザー・エプロン」の名は「切り裂きジャック（ジャック・ザ・リッパー）」にとって代わり、犯人を指すためのメディアや一般市民が用いる名前となった。
「ジャック」という名は、既に別のロンドンの伝説的な殺人鬼である「バネ足ジャック」にも使われており、彼は壁を飛び越えて人を襲い、誰かくればすぐに逃げ出すというものであった。
「ニューオーリンズの斧男（the Axeman of New Orleans）」「ボストンの絞殺魔（Boston Strangler）」「ベルトウェイのスナイパー（Beltway Sniper）」など、特定の殺人者にニックネームをつけることはメディアの常套手段となった。切り裂きジャックから派生したものもあり、「フランスの切り裂き魔（French Ripper）」「デュッセルドルフの切り裂き魔（Düsseldorf Ripper）」「カムデンの切り裂き魔（Camden Ripper）」「灯火管制下の切り裂き魔（Blackout Ripper）」「ジャック・ザ・ストリッパー（Jack the Stripper）」「ヨークシャーの切り裂き魔（Yorkshire Ripper）」「ロストフの切り裂き魔（Rostov Ripper）」などがある。
犯人は捕まらなかったという事実と当時のセンセーショナルな報道の組み合わせは、研究者たちを混乱させ、切り裂きジャックに関する事実性が曖昧な伝説を生み出すことに繋がった。

## 影響

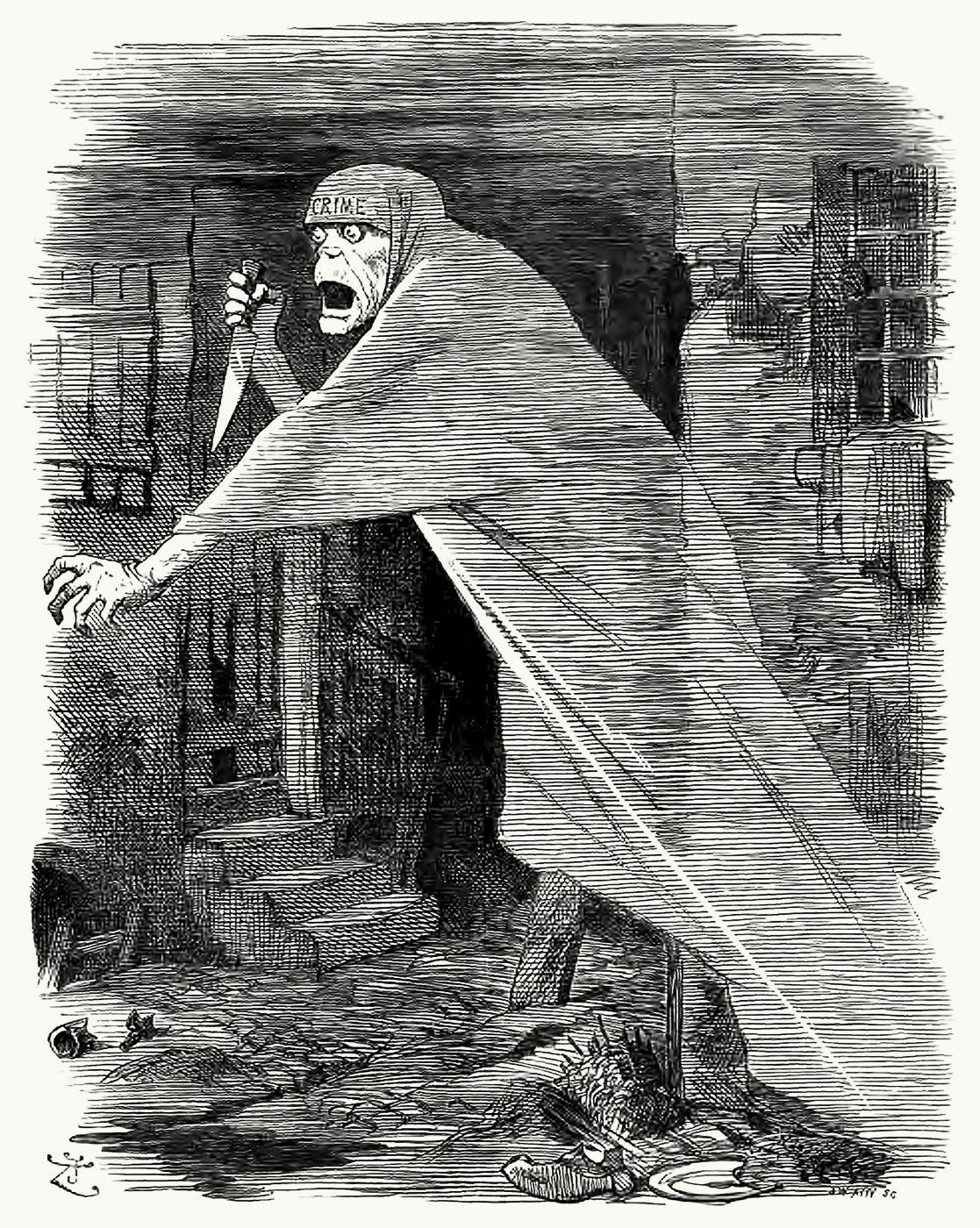
「怠惰のネメシス（Nemesis of Neglect）」『パンチ』に掲載された風刺画（1888年）。切り裂きジャックをホワイトチャペルを闊歩する幻影かつ、社会的怠慢を体現するものとして描いている。

切り裂きジャックの事件の性質と犠牲者たちの貧しい生活は、イーストエンドの劣悪な生活環境への注目を集め、過密で不衛生なスラムへの対策を求める世論を喚起した。事件後20年の間に劣悪であったスラム街は一掃され、再開発されていったが、通りや一部の建物は現存しており、殺人現場や事件に関連する場所を巡る様々なガイドツアーによって、今でも切り裂き魔の伝説は語られている。長年にわたり、コマーシャル・ストリートにあるパブ「テン・ベルズ」（被害者のうち少なくとも1人が常連であった）は、そのようなツアーの中心となっていた。
殺人事件の直後から「切り裂きジャックは子供たちを怖がらせるものになった」と言われている。
その描写はしばしば幻想的あるいは怪物的であった。1920年代から1930年代の映画に登場したジャックは、一般庶民の外見だが隠された秘密を持ち、無防備な犠牲者を餌食にする男として描写され、また照明効果や影絵によって雰囲気や邪悪さが表現されていた。1960年代になると、ジャックは「略奪的な貴族社会の象徴」に代わり、トップハット（シルクハット）を被った紳士という外見で描かれることが多くなった。エスタブリッシュメント全体が悪役となり、ジャックは上流階級による搾取の体現者として機能していた。
ジャックのイメージは、ドラキュラ伯爵のマントやヴィクター・フランケンシュタインの臓器摘出など、ホラー小説のシンボルと融合したり、借用したりした。
切り裂きジャックが登場する創作物の世界は、シャーロック・ホームズから日本のエロティック・ホラー（『暴行切り裂きジャック』）まで、様々なジャンルでみられる。
切り裂きジャックは何百ものフィクションや事実に基づいたような創作物に登場し、この中には切り裂きジャックの手紙や、『切り裂きジャックの日記』のようなデマの日記も含まれる。
ジャックは、長編小説、短編小説、詩、漫画、ゲーム、歌、演劇、オペラ、テレビ番組、映画などに登場する。100以上のノンフィクション作品が、切り裂きジャックの殺人事件を主題として扱い、最も多くのモチーフとなっている実在の犯罪の一つとなっている。
1970年代には、コリン・ウィルソンが切り裂きジャックを研究する「リッパー学（ripperology）」という用語を造語し、専門家やアマチュアが研究を行っていることを説明している。
こうした研究成果は、定期刊行物である『Ripperana』『Ripperologist』『RipperNotes』に掲載されている。
2015年には、ロンドン東部に「切り裂きジャック博物館」がオープンしたが、小さな抗議があった。
マダム・タッソー館に、かつて存在した「恐怖の部屋」には、似ているかどうかわからない人物はモデルにしないという方針に基づき、有名な殺人鬼である切り裂きジャックの蝋人形はなかった。
その代わり、彼の影が描かれていた。
2006年、BBCヒストリー誌の投票では、史上最悪のイギリス人に切り裂きジャックが選ばれた。